# Reinhard Uhlig
Reinhard Uhlig (* 28. Oktober 1935 in Lugau; † 6. August 2007 in Berlin) war ein deutscher Militärmedizimner und Leiter des Haftkrankenhauses der DDR-Staatssicherheit. Er war Ärztlicher Direktor des Krankenhauses der Volkspolizei (VP) in Ost-Berlin.

## Leben
Der Sohn eines Bauschlossers wurde 1952 Mitglied der SED. 1955 erwarb er das Abitur und wurde Angehöriger der KVP. Er studierte Militärmedizin an der Ernst-Moritz-Arndt-Universität Greifswald.
1961 wurde er beim Ministerium für Staatssicherheit (MfS) eingestellt, begann seinen Dienst im Haftkrankenhaus des MfS und wurde 1962 dessen Leiter. Wegen einer Facharztausbildung wurde er 1964 von der Leitung des Krankenhauses entbunden. Er war dann bis 1969 im Klinikum Berlin-Buch tätig. Anschließend war er Oberarzt und Internist im Zentralen Medizinischen Dienst (ZMD) des MfS. 1973 wechselte er wieder zur Volkspolizei, wurde Chefarzt und 1975 als Oberst der VP Ärztlicher Direktor des Krankenhauses der Volkspolizei in Berlin. Gleichzeitig war er von 1975 bis 1989 Offizier im besonderen Einsatz (OibE) des MfS. Am 28. Juni 1985 wurde er anlässlich des 40. Jahrestages der Deutschen Volkspolizei von Erich Honecker zum Generalmajor ernannt. 1990 wurde er aus dem Dienst entlassen.
Uhlig starb nach langer Krankheit im Alter von 71 Jahren und wurde auf dem Waldfriedhof Grünau beigesetzt.

## Auszeichnungen
- 1979 Orden Banner der Arbeit Stufe I[2]